# Sabrina Delannoy

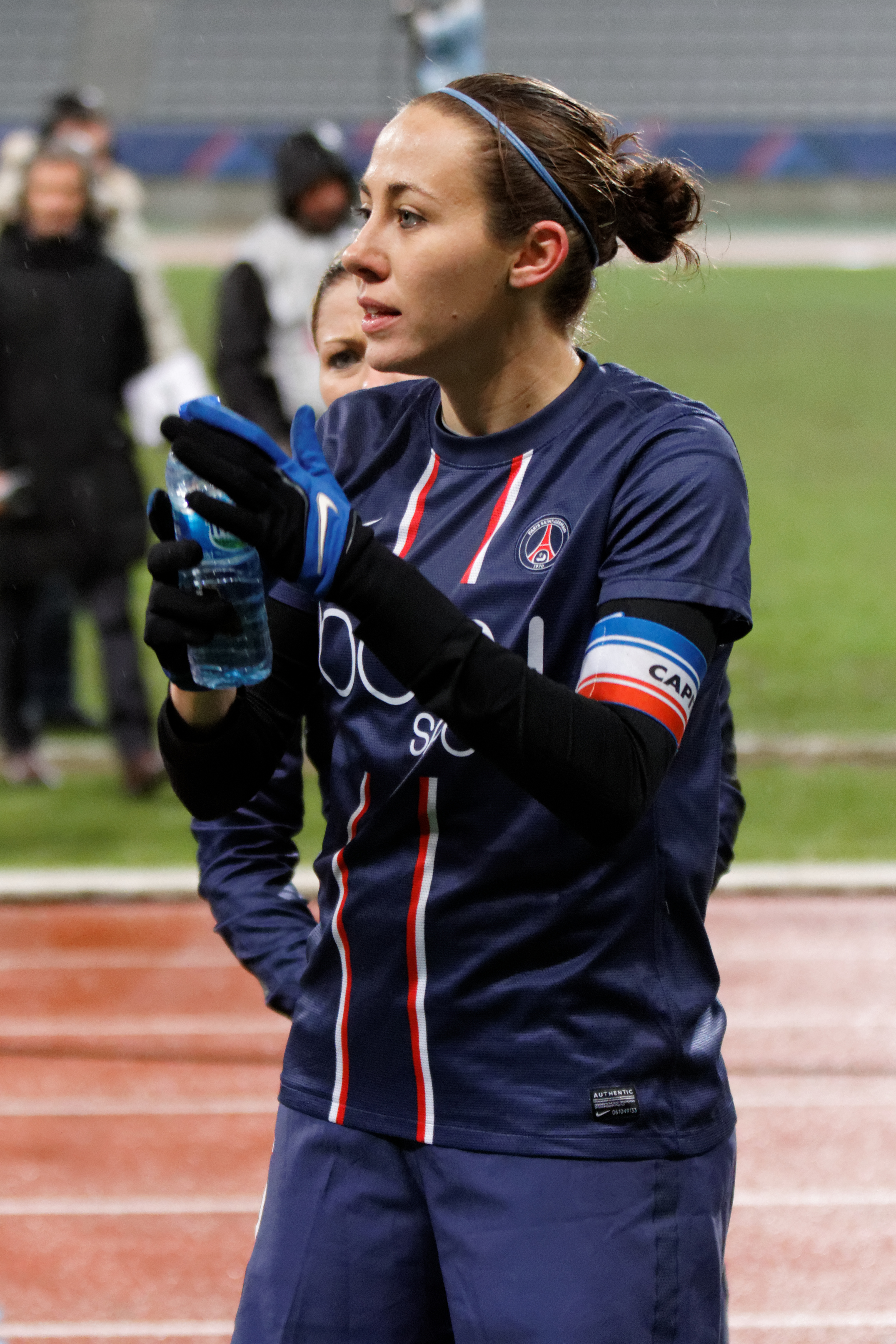
Sabrina Delannoy im Januar 2013

Sabrina Delannoy (* 18. Mai 1986 in Béthune) ist eine ehemalige französische Fußballspielerin.

## Vereinskarriere
Sabrina Delannoy spielte bereits als Sechsjährige Frauenfußball in Vereinen ihres heimatlichen Arrondissements Béthune, zunächst von 1992 bis 1994 bei der US Ham-en-Artois, anschließend sieben Jahre bei ESD Isbergues sowie von 2001 bis 2003 bei der USO Bruay. Dann verließ sie Nordfrankreich und fand Aufnahme im nationalen Ausbildungszentrum des Fußballverbandes in Clairefontaine-en-Yvelines, für dessen Erstliga-Frauschaft CNFE Clairefontaine sie von 2003 bis 2005 41 der 44 Punktspiele bestritt.

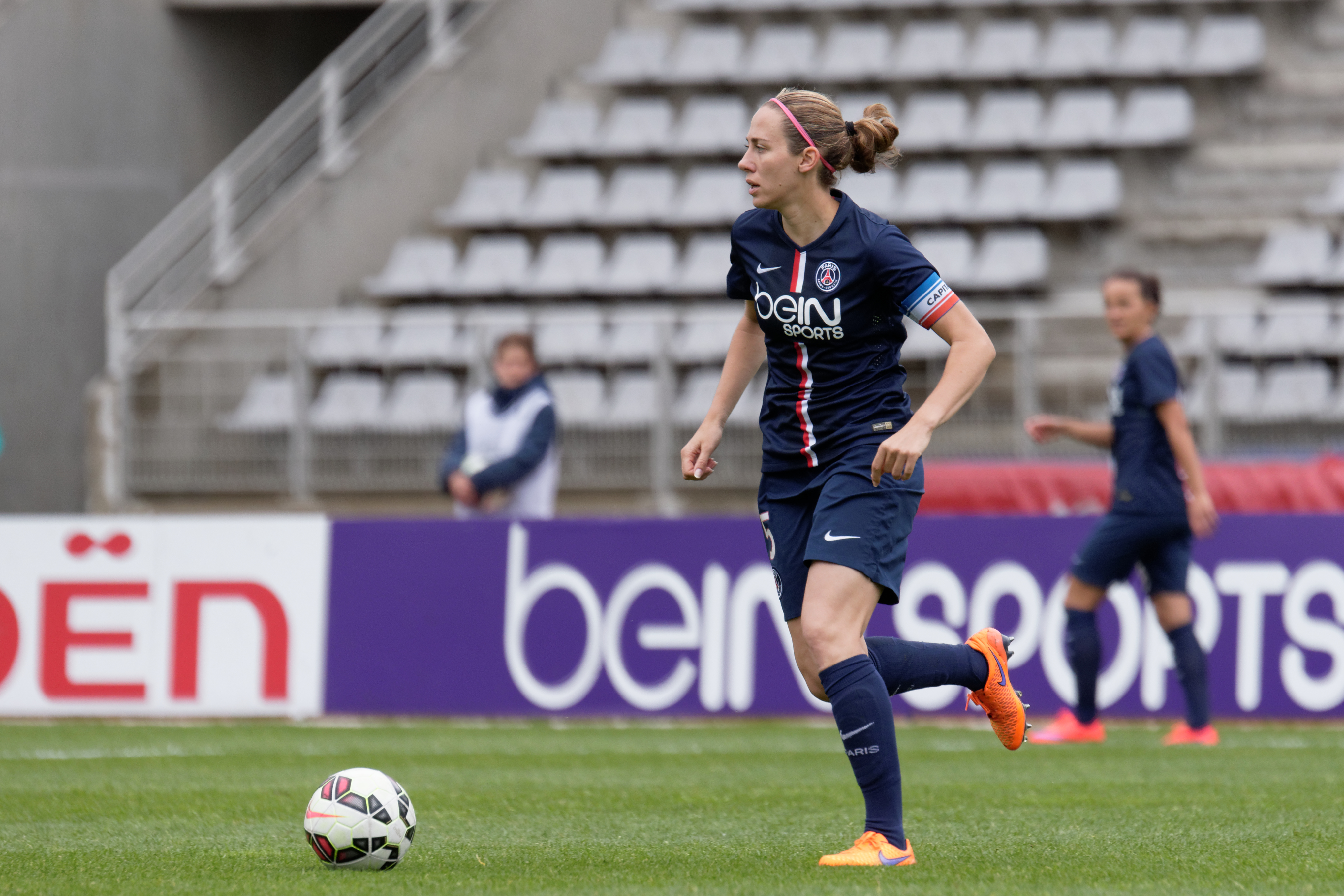
Sabrina Delannoy im Mai 2015 bei einem Punktspiel

Seit 2005 trägt die Abwehrspielerin, die im Verein auch Spielführerin war, den Dress des Paris Saint-Germain FC, mit dessen Frauenelf sie 2010 ihren ersten nationalen Titel gewann, als PSG sich im Endspiel des Frauenpokalwettbewerbs deutlich gegen Montpellier HSC durchsetzte. In der Liga schloss sie mit PSG die Saison 2010/11 als Vizemeisterin ab; bei der anschließenden Europapokal-Teilnahme schieden die Hauptstädterinnen im Achtelfinale aus. Auch von 2013 bis 2016 wurde sie mit PSG Ligazweite; in der Champions League 2014/15 erreichte sie das Finale, unterlag darin aber gegen den 1. FFC Frankfurt mit 1:2. Zwei Jahre später stand Sabrina Delannoy erneut in einem Europapokalendspiel, das Paris aber wiederum verlor, diesmal nach Elfmeterschießen gegen Olympique Lyon. Anschließend beendete sie, nach 12 Jahren bei PSG, ihre Karriere als Spielerin.

### Stationen
- US Ham-en-Artois (1992–1994)
- ESD Isbergues (1994–2001)
- USO Bruay (2001–2003)
- CNFE Clairefontaine (2003–2005)
- Paris Saint-Germain FC (2005–2017)

## In der Nationalmannschaft
Sabrina Delannoy fand vergleichsweise spät Berücksichtigung in den französischen Jugendauswahlteams. Insgesamt hat sie je fünf Einsätze in der französischen U-19/U-20 und U-21 zwischen 2005 und 2007 zu verzeichnen. Dabei war sie bei der U-19-Europameisterschaft 2005 Finalistin, als die Französinnen gegen ihre russischen Kontrahentinnen erst nach einem Elfmeterschießen unterlagen. In diesem Turnier stand sie unter anderem mit Laure Boulleau, Caroline Pizzala, Jessica Houara, Élodie Thomis und Louisa Nécib in einem Team, von denen die drei Erstgenannten gleichfalls später neben ihr in den Reihen von Paris Saint-Germain standen. 2006 gehörte sie zum französischen Aufgebot bei der U-20-Weltmeisterschaft in Russland und verteidigte in allen vier Begegnungen bis zur 1:2-Viertelfinalniederlage gegen Nordkorea auf der rechten Außenbahn.
Es dauerte dann nahezu ein halbes Jahrzehnt, ehe Delannoy im Vorfeld der Frauen-Weltmeisterschaft 2011 Aufnahme in den erweiterten WM-Kader fand, aus dem Nationaltrainer Bruno Bini sie aber vor Turnierbeginn wieder strich. In Vorbereitung auf den olympischen Fußballwettbewerb 2012 spielte sie zwei Begegnungen gegen die japanische U-20 in der B-Elf; aber erst im Oktober 2012 kam Sabrina Delannoy gegen die Niederlande zu ihrem Debüt in der A-Nationalelf Frankreichs. Trainer Bini berief sie in das französische EM-Aufgebot 2013 und setzte sie in zwei der vier Begegnungen ein.
Nachdem auch Binis Nachfolger Philippe Bergeroo sie regelmäßig berücksichtigt hatte, absolvierte sie insgesamt 39 A-Länderspiele und erzielte darin zwei Treffer. Zudem fungierte sie als Spielführerin, wenn Wendie Renard nicht zum Einsatz kam. Sie gehörte ebenso zum französischen Kader für die Weltmeisterschaft 2015 wie zum Aufgebot beim olympischen Fußballturnier 2016. Am 12. September 2016 gab sie ihren Rücktritt aus der französischen Nationalmannschaft bekannt.

## Palmarès
- Französische Pokalsiegerin 2010 (und Finalistin 2008)
- Französische Vizemeisterschaft 2011, 2013, 2014, 2015, 2016
- Champions League: Finalistin 2015, 2017
- Europameisterschaftsteilnehmerin: 2013